# Ludwig Prechtl

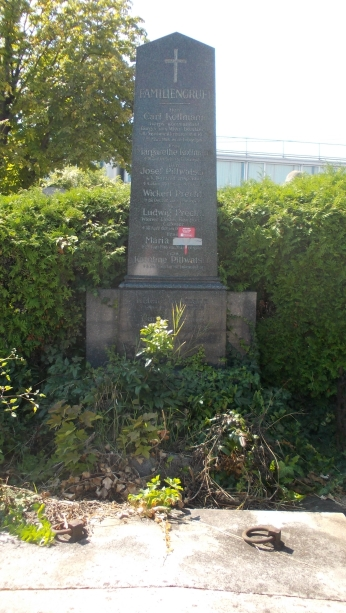
Grabstätte von Ludwig Prechtl

Ludwig Prechtl (* 14. Mai 1865 in Wien; † 26. April 1931 ebenda) war ein österreichischer Pianist, Komponist und Kapellmeister.

## Leben
Er begann sein Studium 1885 am Wiener Konservatorium bei Josef Eckhart und Franz Krenn in Komposition sowie Kontrapunkt und war von 1888 bis 1890 in Klagenfurt, Budapest (aber auch im Ausland) Theaterkapellmeister. Dann war er als Pianist und Musiklehrer in Wien tätig und er war 1921 Gründungsmitglied der Gesellschaft zur Hebung und Förderung der Wiener Volkskunst.
Prechtl ist auf dem Baumgartner Friedhof in Wien (Gr. B, R. 11, Nr. 11) beerdigt.